# Private Snafu
Pour les articles homonymes, voir SNAFU.

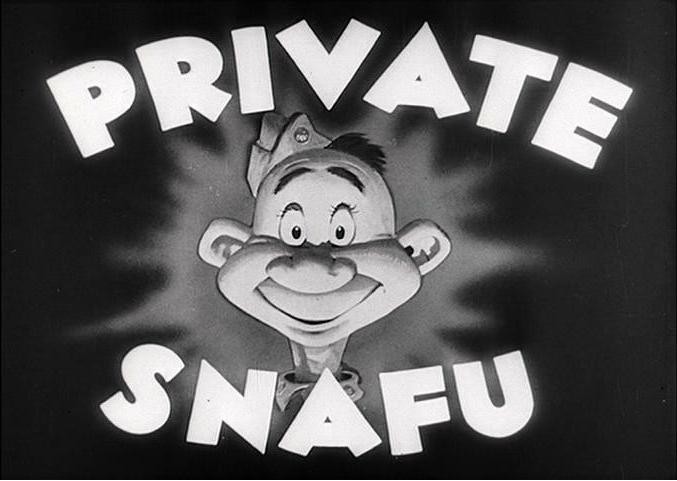
Le soldat Snafu.

Le soldat Snafu, ou Private Snafu, est le titre et le nom du personnage principal d'une série de courts-métrages de dessin animé américains produits pendant la Seconde Guerre mondiale par les studios de la Warner Bros. Cartoons pour le compte de l’Armée américaine. 

## Caractéristiques du personnage
L'objectif des aventures du soldat Snafu est de servir d'outil pédagogique à destination des soldats américains, afin de leur montrer d’une façon amusante la nécessité de respecter les procédures, les manuels ou les règles de sécurité. 
Snafu, selon l'humeur du moment, a tantôt la même voix que Bugs Bunny, Elmer Fudd, ou Porky Pig puisque c'est Mel Blanc qui prête sa voix aux quatre personnages. Snafu est sans doute le pire soldat de l'armée puisqu'il fait exactement l'inverse de ce qu'il faut faire, ce qui le conduit inévitablement à la catastrophe et montre donc par l'exemple ce qu'il ne faut pas faire. 
Destiné à un public adulte, masculin et militaire, les scénarios des aventures de Snafu présentent des situations qui peuvent être considérées comme osées pour l'époque : langage familier ou légèrement leste, accents typés, nudité partielle, femmes fatales (exposant le danger des espionnes). Les scénarios sont contrôlés par l'armée mais celle-ci veut surtout que les soldats apprennent en s'amusant, laissant une large marge de manœuvre aux scénaristes. Ainsi le nom du soldat Snafu se réfère sans ambigüité à l'acronyme de l'argot militaire SNAFU : « 'Situation Normal: All Fucked Up » (littéralement « Situation normale : c'est le bordel »). 

Going Home : une arme secrète trop réaliste.

Cependant, l'un des épisodes des aventures de Snafu est censuré, en ce sens qu'il n'est jamais montré. Going Home  traitait un sujet classique des aventures de Snafu : rentré chez lui, il parle tellement qu'il divulgue des informations sensibles qui causent la mort de ses camarades restés au front. Réalisé en mai 1944, le court-métrage ne fut jamais diffusé parce qu'il montre une arme secrète capable d'annihiler une île : cette description semble trop proche de celle de la bombe atomique.
Le soldat Snafu connaît 28 aventures entre 1943 et 1945, réalisées alternativement par Chuck Jones, Friz Freleng, Bob Clampett et Frank Tashlin. Beaucoup d'épisodes sont écrits par Theodor Geisel (plus connu sous le pseudonyme Dr. Seuss). Dans l'un des épisodes, Snafuperman, Snafu reçoit les pouvoirs de Superman.

## Autres pédagogies du contre-exemple durant la Seconde Guerre mondiale
Le soldat Snafu a un cousin dans l'US Navy, la marine de guerre américaine, le tout aussi calamiteux matelot Tarfu (jeu de mots sur Tar - Coaltar - , les matelots de l'ancienne marine à voile en bois étant surnommés Jack-Tar - Jacquot-Coaltar- dans le domaine d'expression anglo-saxon, et qui peut aussi se comprendre comme l'acronyme de : « Things Are Really Fucked-Up », soit « Les choses sont vraiment foutues »).
Dans l'aviation britannique, la RAF, c'est une bande dessinée à succès narrant les aventures d'un pilote vantard, casse-cou et négligent : l'officier pilote Percival Prune, rejeton d'une noble lignée de « cafouilleux » britanniques, qui finira décoré... par Goering en personne « pour avoir bousillé plus de spitfire que toute la Luftwaffe réunie », instruisant ainsi par le contre-exemple les aviateurs anglais dans la revue Tee Emm (TM, ou Training Manual - manuel d'entraînement).
Son auteur, Bill Hooper, qui servit comme mitrailleur dans la RAF, fut longtemps affecté dans une escadrille gaulliste des Forces aériennes françaises libres (FAFL), et tout naturellement il créa une version francophone de son personnage, le non moins catastrophique Aspirant Lapraline dont il est l'exact double physique, n'en différant que par l'uniforme.

## Filmographie de Snafu
Les dessins animés de Snafu étant propriété du gouvernement américain et désormais déclassifiés, ils sont tous du domaine public.   
- The Draft Horse (1942) par Chuck Jones
- Coming!! Snafu (1943) par Chuck Jones
- Gripes (1943) par Friz Freleng
- Spies (1943) par Chuck Jones
- The Goldbrick (1943) par Frank Tashlin
- The Infantry Blues (1943) par Chuck Jones
- Fighting Tools (1943) par Bob Clampett (avec un cameo de Daffy Duck)
- The Home Front (1943) par Frank Tashlin
- Rumors (1943) par Friz Freleng
- A Few Quick Facts: Inflation (1944) par Osmond Evans
- Booby Traps (1944) par Bob Clampett
- Snafuperman (1944) par Friz Freleng
- Private Snafu Vs. Malaria Mike (1944) par Chuck Jones
- A Lecture on Camouflage (1944) par Chuck Jones
- Gas (1944) par Chuck Jones (cameo de Bugs Bunny)
- Going Home (1944) par Chuck Jones
- The Chow Hound (1944) par Frank Tashlin
- Censored (1944) par Frank Tashlin
- Outpost (1944) par Chuck Jones
- Payday (1944) par Friz Freleng
- Target: Snafu (1944) par Friz Freleng
- Three Brothers (1944) par Friz Freleng (cameo de Bugs Bunny)
- In the Aleutians – Isles of Enchantment (1945) par Chuck Jones
- It's Murder She Says (1945) par Chuck Jones
- Hot Spot (1945) par Friz Freleng
- No Buddy Atoll (1945) par Chuck Jones
- Operation Snafu (1945) par Friz Freleng
- Secrets of the Caribbean (créé en 1945) par Chuck Jones (non diffusé car perdu)
- Private Snafu Presents Seaman Tarfu in the Navy (1946) par Hugh Harman et George Gordon (en)

Dans la série The Pacific (2010), produite par Tom Hanks et Steven Spielberg, un des soldats se surnomme « Snafu » et reflète bien la signification de cet acronyme.